# Distrito electoral local 21 de Tabasco
El Distrito Electoral Local 21 de Tabasco es uno de los 21 Distritos Electorales en los que se encuentra dividido el territorio del estado de Tabasco. Su cabecera es la ciudad de Villahermosa, en el municipio de Centro, Tabasco.
Desde la redistritación de 2016 está formado por 15 secciones electorales ubicadas en el municipio de Centro y 26 en el municipio de Teapa.

## Distritación actual

### Distritación electoral de 2016
El 30 de noviembre de 2016, el acuerdo del Consejo Estatal del Instituto de Electoral y de Participación Ciudadana de Tabasco determinó establecer la cabecera del Distrito Electoral Local 21 de Tabasco en la ciudad de Villahermosa, en el municipio de Centro, Tabasco y conformarlo de la siguiente manera:
- Municipio de Centro: 15 secciones electorales; 479, 492, de la 495 a la 498, de la 501 a la 503, y 505 a la 510.
- Municipio de Teapa: 45 secciones electorales; de la 1063 ala 1088.

## Distritaciones anteriores

### Distritación electoral de 2002
La redistritación de 2002 creó el nuevo Distrito Electoral Local 21 de Tabasco en el municipio de Centro, denominándolo Centro Poniente, con cabecera distrital en la ciudad de Villahermosa.

### Distritación electoral de 2011
El acuerdo del Consejo Estatal del Instituto de Electoral y de Participación Ciudadana de Tabasco (IEPCT) publicado en el Periódico Oficial del Estado de Tabasco, el 24 de noviembre de 2011 estableció que el Distrito Electoral Local 21 de Tabasco tuviera su cabecera en la ciudad de Teapa, y cambió su ubicación a los municipio de Teapa y Tacotalpa.

## Diputados por el distrito
| Diputado                                                           | Partido por el que fue electo (a)                                                                                          | Grupo Parlamentario                  | Legislatura       | Periodo                                       | Cabecera Distrital |
| ------------------------------------------------------------------ | --- | ------------------------------------ | ----------------- | --------------------------------------------- | ------------------ |
| Miguel Angel Valdivia de Dios                                      | Coalición Alianza para Todos Partido Revolucionario Institucional Partido Verde Ecologista de México                       | Partido Revolucionario Institucional | LVIII Legislatura | 1 de enero de 2004 - 31 de diciembre de 2006  | Centro Poniente    |
| Jesús Alí de la Torre                                              | Partido Revolucionario Institucional                                                                                       | Partido Revolucionario Institucional | LIX Legislatura   | 1 de enero de 2007 - 31 de diciembre de 2009  | Centro Poniente    |
| Carlos Mario de la Cruz Alcudia                                    | Candidatura Común Partido Revolucionario Institucional Partido Nueva Alianza                                               | Partido Revolucionario Institucional | LX Legislatura    | 1 de enero de 2010 - 31 de diciembre de 2012  | Centro Poniente    |
| Rafael Abner Balboa Sánchez                                        | Coalición Movimiento Progresista por Tabasco Partido de la Revolución Democrática Partido del Trabajo Movimiento Ciudadano | Partido de la Revolución Democrática | LXI Legislatura   | 1 de enero de 2013 - 31 de diciembre de 2015  | Teapa              |
| Manlio Beltrán Ramos                                               | Partido Verde Ecologista de México                                                                                         | Partido Verde Ecologista de México   | LXII Legislatura  | 1 de enero de 2016 - 4 de septiembre de 2018  | Teapa              |
| Sheila Guadalupe Cadena Nieto                                      | Movimiento Regeneración Nacional                                                                                           | Movimiento Regeneración Nacional     | LXIII Legislatura | 5 de septiembre de 2018 - 14 de enero de 2019 | Centro             |
| Alma Rosa Espadas Hernández Suplió a Sheila Guadalupe Cadena Nieto | Movimiento Regeneración Nacional                                                                                           | Movimiento Regeneración Nacional     | LXIII Legislatura | 17 de enero de 2019 - 4 de septiembre de 2021 | Centro             |
| Laura Patricia Ávalos Magaña                                       | Movimiento Regeneración Nacional                                                                                           | Movimiento Regeneración Nacional     | LXIV Legislatura  | Por iniciar                                   | Centro             |